# کلاین رودنسلبن
کلاین رودنسلبن (به آلمانی: Klein Rodensleben) یک منطقهٔ مسکونی در آلمان است که در وانزلبن-وورده واقع شده‌است. کلاین رودنسلبن ۵۷۷ نفر جمعیت دارد.